# Irène Jacob

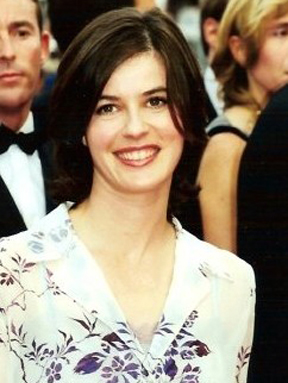
Irène Jacob

Irène Marie Jacob (Parijs, 15 juli 1966) is een in Frankrijk geboren Zwitserse actrice.
Irène Jacob werd in Parijs geboren als jongste kind met drie broers. Zij groeide op in Genève in een ontwikkeld gezin - haar vader is natuurkundige en haar moeder psycholoog. Als kind ontwikkelde zij zich snel: haar eerste optreden was op elfjarige leeftijd. Zij bezocht het Geneefse Conservatorium en leerde vier talen, Engels, Duits, Italiaans en Frans, vloeiend spreken. Ze leerde acteren aan het prestigieuze Rue Blanche in Parijs en de Dramatic Studio in Londen.
Bekend werd ze pas echt met haar filmoptreden in La double vie de Véronique uit 1991 van de Poolse regisseur Krzysztof Kieślowski. Voor haar dubbelrol als Weronika en Véronique ontving zij de prijs voor beste actrice op het Filmfestival van Cannes. Twee jaar later vraagt Kieślowski haar weer een hoofdrol te spelen, ditmaal in het derde deel van de trilogie Trois Couleurs, Rouge.
Irène Jacob trad ook vaak in het theater op. Andere bekende films waarin ze acteerde zijn The Secret Garden (1993), Beyond the Clouds (1995), U.S. Marshals (1998) en Eternity (2016).

## Filmografie
- Eternity - 2016
- L'Art de la fugue - 2014
- Salaud on t'aime - 2013
- Rio Sex Comedy - 2011
- Déchaînées - 2010
- Les Beaux Gosses - 2009
- La Poussière du temps - 2008
- Nessuna qualità agli eroi - 2007
- The inner life of Martin Frost - 2006
- La educación de las hadas - 2006
- Mille millièmes (Landlords) - 2002
- Lettre d'une inconnue - 2001
- Léaud l'unique - 2001
- L' Affaire Marcorelle - 2000
- Londinium - 2000
- The Pornographer: A Love Story - 2000
- The Big Brass Ring - 1999
- Cuisine chinoise - 1999
- History Is Made at Night - 1999
- My Life So Far - 1999
- Cuisine américaine - 1998
- U.S. Marshals - 1998
- Incognito - 1997
- Victory - 1996
- Beyond The Clouds - 1995
- All Men Are Mortal - 1995
- Faire un film pour moi c'est vivre - 1995
- Fugueuses - 1995
- Othello - 1995
- Par-delà les nuages - 1995
- Le moulin de Daudet - 1994
- Predskazaniye - 1994
- Trois couleurs: Rouge - 1994
- The Secret Garden - 1993
- Claude - 1992
- Enak - 1992
- La double vie de Véronique - 1991
- Le Secret de Sarah Tombelaine - 1991
- Erreur de jeunesse - 1990
- La Passion Van Gogh - 1990
- La Veillée - 1990
- Les Mannequins d'osier - 1989
- La Bande des quatre - 1988
- Au revoir, les enfants - 1987

- Biblioteca Nacional de España: XX1089057
- Bibliothèque nationale de France: cb139644609 (data)
- Catàleg d'autoritats de noms i títols de Catalunya: 981058517164206706
- Gemeinsame Normdatei: 124112625
- International Standard Name Identifier: 0000 0001 2281 410X
- Library of Congress Control Number: n92088640
- MusicBrainz: 24883dd4-9251-448b-ba2b-c4c879ca0394
- Nationale Bibliotheek van Tsjechië: xx0152834
- Nationale Bibliotheek van Israël: 987007273266405171
- Nationale Bibliotheek van Polen: a0000001277232
- Nederlandse Thesaurus van Auteursnamen: 100809294
- Système universitaire de documentation: 060404779
- Virtual International Authority File: 69122410
- WorldCat: E39PBJjhCBTbfW3BqDJ9WP3fbd